# Kuranda-Nationalpark
Der Kuranda-Nationalpark (englisch Kuranda National Park) ist ein etwa 243 km² großer Nationalpark in Queensland, Australien. Seit 1988 ist er wegen seiner natürlichen Schönheit, der Artenvielfalt, seiner Evolutionsgeschichte und als Habitat für zahlreiche bedrohte Tierarten als UNESCO-Weltnaturerbe Wet Tropics of Queensland gelistet. Der Park ist außerdem Teil der Wooroonooran Important Bird Area in der zahlreiche endemische Vogelarten beheimatet sind. Für die Tierwelt ist er ein wichtiger Korridor zwischen der Daintree/Carbine Tablelands-Region im Norden und den Parks der Atherton Tablelands im Süden.

## Lage
Der Park befindet sich in der Region Far North Queensland und liegt etwa 20 km nördlich von Cairns und 30 km südlich von Port Douglas. Im Norden grenzt er unmittelbar an den Mombray- und im Süden an den Barron-Gorge-Nationalpark. Den einzigen Zugang zum Park bietet die Black Mountain Road. Sie zweigt im vom Kennedy Highway bei Kuranda unmittelbar östliche der Barron-River-Brücke ab und führt auf einer Länge von 43 km durch den gesamten Park, bis sie in der Nähe von Julatten endet. Der nördlich, sowie der südliche Teil der Straßen sind von normalen Fahrzeugen befahrbar, für den mittleren Abschnitt benötigt man Allradantrieb. Während der Regenzeit ist die Black Mountain Road gesperrt.

## Flora und Fauna
Der tropische Regenwald ist Heimat des vom Aussterben bedrohten Helmkasuars (Casuarius casuarius johnsonii), ein flugunfähiger Vogel der bis zu 2 m Größe erreicht, und dem seltenen Lumholtz-Baumkänguru (Dendrolagus lumholtzi).